# Eukoenenia pauli
Espèce
Eukoenenia pauli est une espèce de palpigrades de la famille des Eukoeneniidae.

## Distribution
Cette espèce est endémique du Gabon. Elle se rencontre vers Bélinga.

## Description
Le mâle mesure 0,79 mm et la femelle 0,82 mm.

## Étymologie
Cette espèce est nommée en l'honneur de Paul Remy.

## Publication originale
- Condé, 1979 : Premiers palpigrades du Gabon. Annales des Sciences Naturelles Zoologie et Biologie Animale, sér. 13, vol. 1, no 1, p. 57-62.